# Edward Page Mitchell
Edward Page Mitchell (n. 24 martie 1852, Bath, Maine, SUA – d. 22 ianuarie 1927, New London, Connecticut, SUA) a fost un redactor american și scriitor de povestiri pentru The Sun, un cotidian din New York City.

## Lucrări scrise

### Povestiri
Cu excepția povestirii "The Tachypomp", care a fost publicată în Scribner's Monthly, toate povestirile au apărut în The Sun.
| Titlu                                   | Titlu în română                                    | Revistă            | Data       |
| --------------------------------------- | -------------------------------------------------- | ------------------ | ---------- |
| "The Tachypomp"                         | „Tahipompa – O demonstrație matematică”            | Scribner's Monthly | 1874-04    |
| "Back from that Bourne"                 | „Întoarcerea de pe celălalt tărâm”                 | The Sun            | 1874-12-19 |
| "The Story of the Deluge"               | „Povestea potopului”                               | The Sun            | 1875-04-29 |
| "The Soul Spectroscope"                 | „Spectroscopul de suflete”                         | The Sun            | 1875-12-19 |
| "The Inside of the Earth"               | „Cum arată miezul pământului”                      | The Sun            | 1876-02-27 |
| "The Man Without a Body"                | „Omul fără trup”                                   | The Sun            | 1877-03-25 |
| "The Case of the Dow Twins"             | „Cazul gemenilor Dow”                              | The Sun            | 1877-04-08 |
| "Exchanging Their Souls"                | „Schimb de suflete”                                | The Sun            | 1877-04-27 |
| "The Cave of the Splurgles"             | „Peștera hohoticilor”                              | The Sun            | 1877-06-29 |
| "An Extraordinary Wedding"              | „O căsătorie neobișnuită”                          | The Sun            | 1878-01-06 |
| "The Devilish Rat"                      | „Șobolanul drăcesc”                                | The Sun            | 1878-01-27 |
| "The Pain Epicures"                     | „Iubitorii de dureri”                              | The Sun            | 1878-08-25 |
| "The Terrible Voyage of the Toad"       | „Cumplita călătorie a "Broaștei"”                  | The Sun            | 1878-11-20 |
| "The Facts in the Ratcliff Case"        | „Adevărul în cazul Radcliff”                       | The Sun            | 1879-03-07 |
| "The Devil's Funeral"                   | -                                                  | The Sun            | 1879-03-15 |
| "An Uncommon Sort of Spectre"           | „Un strigoi neobișnuit”                            | The Sun            | 1879-03-30 |
| "The Ablest Man in the World"           | „Omul cel mai înzestrat din lume”                  | The Sun            | 1879-05-04 |
| "The Senator's Daughter"                | -                                                  | The Sun            | 1879-07-27 |
| "The Professor's Experiment"            | „Experimentul profesorului”                        |                    | 1880-02-22 |
| "Our War With Monaco"                   | -                                                  | The Sun            | 1880-03-07 |
| "The Crystal Man"                       | „Omul de cristal”                                  | The Sun            | 1881-01-30 |
| "The Clock that Went Backward"          | „Ceasul care mergea de-a-ndărătelea”               | The Sun            | 1881-09-18 |
| "The Wonderful Corot"                   | „Neasemuitul tablou de Corot”                      | The Sun            | 1881-12-04 |
| "The Last Cruise of the Judas Iscariot" | „Ultima călătorie a goeletei "Iuda Iscarioteanul"” | The Sun            | 1882-04-16 |
| "The Balloon Tree"                      | „Arborele balon”                                   | The Sun            | 1883-02-25 |
| "The Flying Weathercock"                | „Morișca zburătoare”                               | The Sun            | 1884-04-13 |
| "The Legendary Ship"                    | „Corabia legendară”                                | The Sun            | 1885-05-17 |
| "Old Squids and Little Speller"         | „Bătrînul Squids și micul Speller”                 | The Sun            | 1885-07-19 |
| "A Day Among the Liars"                 | „O zi printre mincinoși”                           | The Sun            | 1885-08-23 |
| "The Shadow on the Fancher Twins"       | „Umbra ce apasă asupra gemenilor Fancher”          | The Sun            | 1886-01-17 |

## Traduceri în limba română
- Omul de cristal[4], traducere de Margareta Dan, în Colecția romanelor științifico-fantastice nr. 6 Editura Univers, 1980. Volumul nu conține cele trei povestiri ale lui Edward Page Mitchell: "Our War with Monaco" (1880), "The Devil's Funeral" (1879) și "The Senator's Daughter"  (1879) care apar în versiunea originală (The Crystal Man, 1973).

## În cultura populară occidentală
Mitchell a fost interpretat de actorul Ed Asner în filmul TV din 1991 Yes, Virginia, there is a Santa Claus, bazat pe povestirea sa Is There a Santa Claus? din The Sun cu Mitchell ca redactor-șef.

## Legături externe
- Mitchell's obituary Arhivat în 20 octombrie 2012, la Wayback Machine. at Time
- Lucrări de Edward Page Mitchell la Proiectul Gutenberg
  - Mitchell contributed to Stories by American Authors, Volume 5, available at Project Gutenberg
- Opere de sau despre Edward Page Mitchell la Internet Archive
- Lucrări de Edward Page Mitchell la LibriVox (cărți audio aflate în domeniul public)
- The Tachypomp and Other Stories by Edward Page Mitchell
- Some of Mitchell's work has been collected at the Horror Masters site.
- Edward Page Mitchell la Internet Speculative Fiction Database

## Vezi și
- Listă de scriitori de literatură științifico-fantastică